# 正田壮史
正田 壮史（まさだ たけし、2001年10月2日 - ）は、日本の男性プロレスラー。大阪府堺市出身。血液型A型。DDTプロレスリング所属。

## 経歴
中学2年生の時に飯伏幸太とヨシヒコの試合（路上プロレス）を見てDDTプロレスへの入会を志す。高校にレスリング部がなかったため代わりに少林寺拳法を学び、 2019年8月には大阪府立泉北高等学校チームとして団体演武で全国高等学校総合体育大会3位に入賞した。
- 2022年5月にDDTに入門し、3か月後の2022年8月14日、DDTプロレスリング後楽園ホールのHARASHIMA戦でデビュー。これはDDT史上最速デビューとなる。
- 2023年2月11日、DDT横浜ラジアントホール大会にて石田有輝より自力初勝利。
- 2023年2月26日 - D GENERATIONS CUPにて優勝決定戦に進み高鹿佑也を破り優勝。DDTハリウッドツアーへの出場権を獲得した。
- 2023年10月4日 - DDT新宿FACE大会にて平田一喜に勝利し初タイトルであるアイアンマンヘビーメタル級王座を獲得。10月21日の後楽園ホール大会でEXTREME王座保持者の平田とダブルタイトル戦を挑み敗れている。

## 得意技
正田のチカラKOBUムキムキ
変形のフィッシャーマンバスター。初期は「侍ドライバー'01」の名称で使用していた。
三角蹴り
掛け蹴り
ドロップキック
雪崩式コンプリート・ショット

## タイトル歴
DDTプロレスリング
- KO-Dタッグ王座（第83代）（パートナーはクリス・ブルックス）
- KO-D10人タッグ王座（第9代）（パートナーは高梨将弘、アントーニオ本多、植木嵩行、メカマミー）
- アイアンマンヘビーメタル級王座（第1580代、第1582代）
- D GENERATIONS CUP 優勝（2023年）

## 人物・エピソード
関西外国語大学在学中の3年次に1年間大学を休学しDDTに入門している。復学後は大阪と東京を行き来する形で学業と試合を両立し2025年3月に卒業。大学では英語を専攻。
「友達がいない・少ない」ことを自分でも認めている。クリス・ブルックス・ザック・セイバーJr.を介して知り合った藤田晃生（新日本プロレス）とは「親友」と呼べるほどの仲。

## 入場曲
- Devotee / YMZnoMASAKI